# Felice Fontana

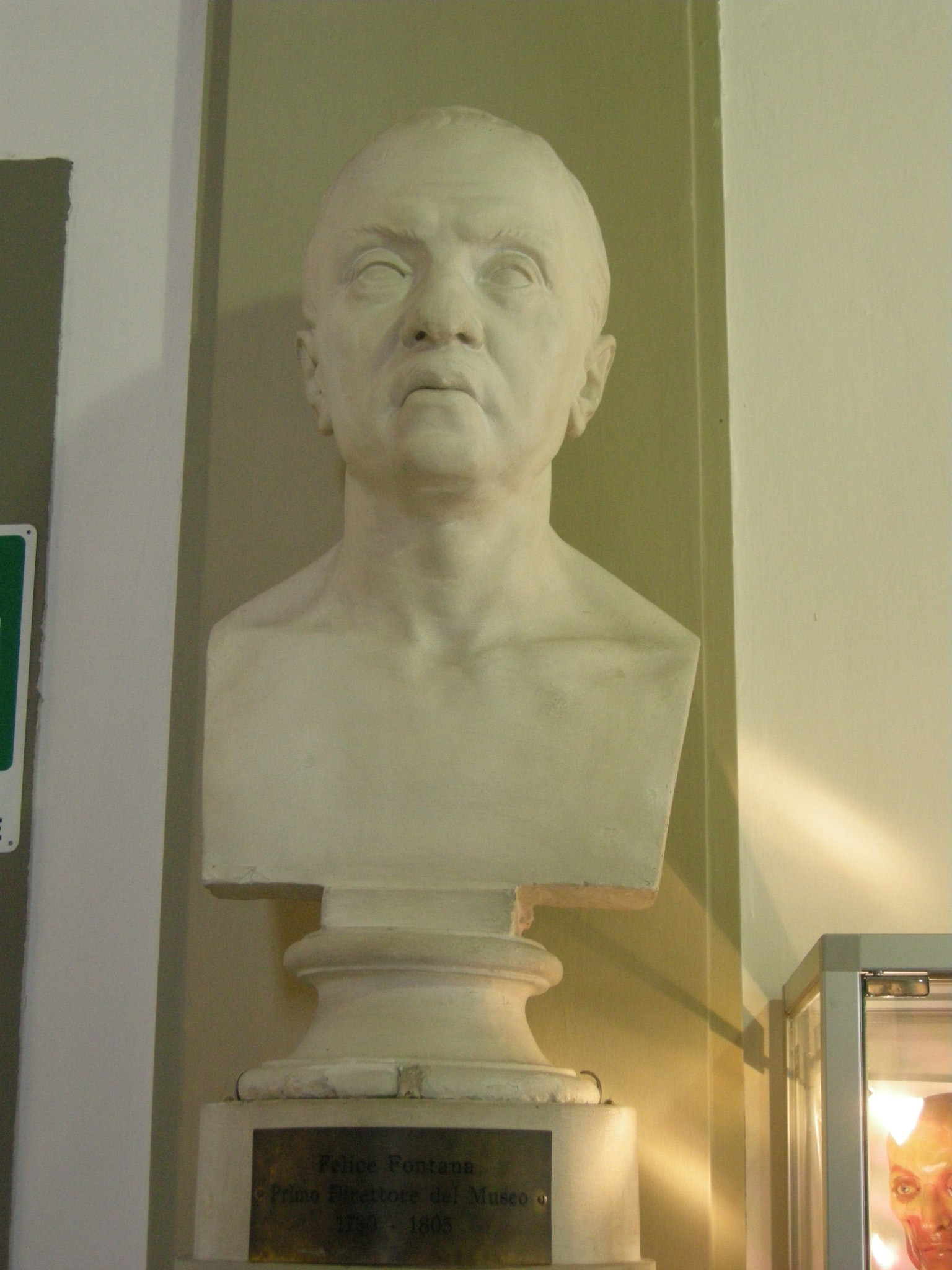
Busto de Fontana

Felice Fontana (Pomarolo, 15 de abril de 1730 – Florencia, 10 de marzo de 1805) fue un físico italiano, toxicólogo y estudioso de la anatomía del ojo humano. Fue un científico muy careciente en su ideología, ya que aportó bastantes cosas a la biología moderna, y en varias ocasiones fue considerado el padre, por sus principios científicos.

## Vida
Desde 1775 a 1780 Fontana hizo muchos viajes a Europa. En 1775 publicó un tratado 'Ricerche fisiche sopra l ' aria fissa', sobre el dióxido de carbono (oponiéndose entre otros a la teoría de Torbern Olof Bergman) y en 1779-1780 llevó a cabo importantes investigaciones del curare.
En 1779 publicó en la Royal Society de Londres "dos tratados sobre química: experimentos y observaciones sobre el aire inflamable respirados por varios animales y conteo de gases extraídos de diferentes tipos de agua. En 1783 publicó principios generales de solidez y fluidez, en las que argumentó que el asunto estaba sujeto a dos fuerzas newtonianas, una de atracción y repulsión.
Colaboró con el famoso Museo Specola de Florencia, del que fue su primer director.
Su hermano fue el matemático Gregorio Fontana.